# Freeman Dyson
Freeman John Dyson (15. prosince 1923, Crowthorne, Spojené království – 28. února 2020, Princeton, New Jersey, USA) byl britský teoretický fyzik a matematik, který žil a pracoval od roku 1951 v USA.
Zabýval se fyzikou pevných látek, astrofyzikou a jadernou fyzikou. Byl členem Londýnské královské společnosti a Národní akademie věd Spojených států amerických. Známý je především sjednocením kvantové teorie pole a tzv. Feynmanových diagramů, v populární rovině pak také svou koncepcí tzv. Dysonovy sféry.
Byl praktikujícím křesťanem, stejně tak celoživotním bojovníkem proti nacionalismu, zastáncem jaderného odzbrojování a mezinárodní spolupráce.

## Život
Narodil se v roce 1923 v anglickém maloměstě Crowthorne v hrabství Berkshire. Jeho otcem byl hudební skladatel George Dyson, jeho matka Milred Lucy byla vystudovaná právnička a pracovala jako sociální pracovnice. Měl jednoho sourozence, starší sestru Alici. Ta si ho pamatovala jako chlapce obklopeného encyklopediemi a stále něco počítajícího na listech papíru. Ve 4 letech se prý pokoušel vypočíst počet atomů ve Slunci. Zajímala ho zejména velká čísla a sluneční soustava.
V letech 1936 až 1941 studoval na soukromé škole Winchester College, kde učil i jeho otec.Pak začal studovat matematiku na Trinity College, jeho studia však přerušila druhá světová válka. Během války pracoval jako vědec pro Royal Air Force, mj. zkoumal ideální hustoty pro bombardovací formace. Po válce se vrátil na Trinity College. V roce 1947 publikoval dva články z oblasti teorie čísel. Jeho přátelé ho popisovali jako stydlivého i sebevědomého zároveň.
V roce 1947 se na doporučení Geoffreyho Taylora přestěhoval do Spojených států amerických, kde studoval fyziku na Cornell University. V letech 1949 až 1951 se vrátil zpět do Spojeného království, když působil na University of Birmingham, pak se vrátil zpět na Cornell University. V roce 1952 mu Robert Oppenheimer nabídl zaměstnání v Institute for Advanced Study v Princetonu, kde pracoval až do konce své kariéry.
V roce 1957 se stal americkým občanem. V roce 1950 se oženil se švýcarskou matematičkou Verenou Huber, se kterou měl dvě děti. Dcera Esther Dysonová je podnikatelkou, syn George Dyson je historikem vědy. V roce 1958 se rozvedl s manželkou Verenou a oženil se s atletkou Imme Jung. S tou měl další čtyři děti.